# جوزف تامسون (سیاح)
جوزف تامسون (انگلیسی: Joseph Thomson (explorer)؛ ۱۴ فوریهٔ ۱۸۵۸ – ۲ اوت ۱۸۹۵) یک سیاح و زمین‌شناس اهل اسکاتلند بود.
وی نقش مهمی در تقسیم آفریقا داشته است. نام آهوی تامسون از نام وی گرفته شده است